# 梅里尔环形山
梅里尔环形山（Merrill）是位于月球背面北极区的一座古老大撞击坑，约形成于39.2-38.5亿年前的酒海纪，其名称取自美国天文学家保罗·威拉德·梅里尔（1887年-1961年），1970年被国际天文学联合会正式接受。

## 描述

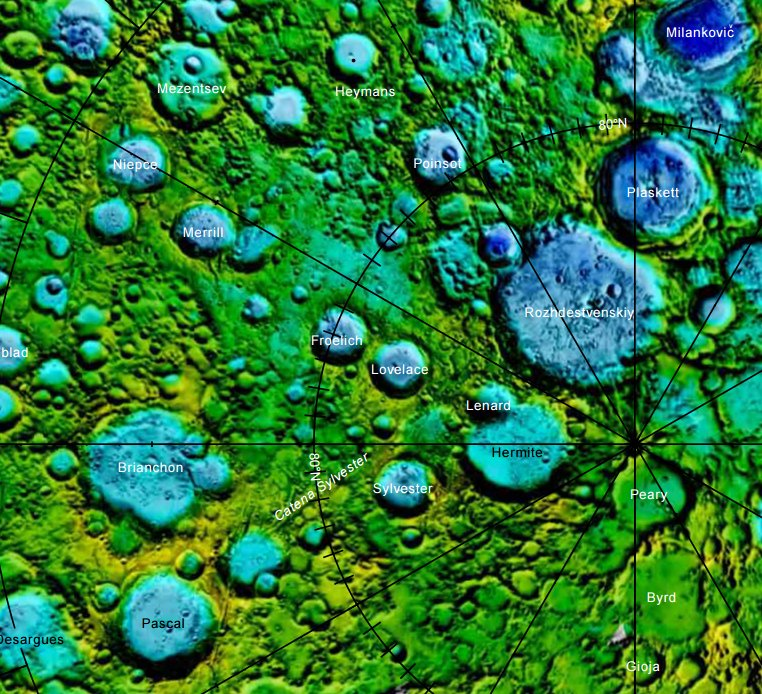
梅里尔环形山的周边. 月球北极区域图，右为北。

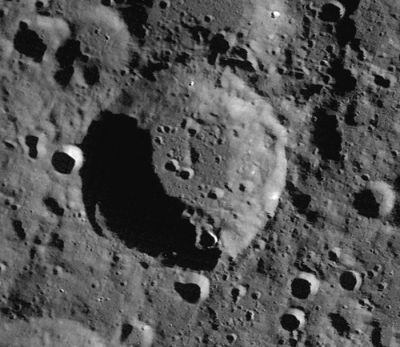
月球勘测轨道飞行器拍摄的图像

该陨坑西侧及西北分别毗邻古老的海曼斯陨石坑和潘索环形山、北面坐落了稍大的弗勒利希环形山，已磨损的布利安生环形山位于它的东面、它的南面和西南分别横亘着尼埃普斯环形山和梅津采夫环形山。
该陨坑中心月面坐标为74°50′N 117°27′W / 74.83°N 117.45°W，直径56.99公里，深约2.44公里。

梅里尔环形山外观轮廓不太圆整，受侵蚀程序中等，坑沿已部分磨损钝化，但边缘轮廓仍为清晰，环坑沿和内壁覆盖有一些撞击坑，东北侧壁穿切有二道宽浅的月谷。陨坑宽坦的内壁较为崎岖坑洼，显示分布有一些阶坡结构残迹。梅里尔环形山坑壁最大高出周边地形1180米，内部容积约有2706.90立方千米。坑底表面散布着许多小陨坑，从坑底中心向北面延伸出一道低矮的山脊。沿北侧外壁附靠了一对相重叠的双瓣状卫星坑梅里尔 X和梅里尔 Y。

## 卫星陨石坑
按惯例，最靠近梅里尔环形山的卫星坑在月图上以字母标注在该坑中心点的旁边。

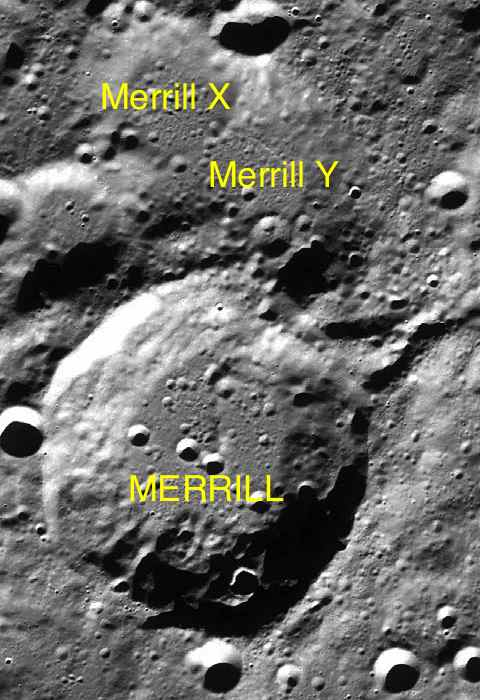
LAC-9 区域图.

| 梅里尔 | 纬度     | 经度      | 直径     |
| ------ | -------- | --------- | -------- |
| X      | 76.7° N  | 120.67° W | 27.7公里 |
| Y      | 76.33° N | 117.94° W | 43.0公里 |

## 另请参阅
- Andersson, L. E.; Whitaker, E. A. . NASA RP-1097. 1982.
- Blue, Jennifer. . USGS. July 25, 2007  [2007-08-05]. （原始内容存档于2012-04-08）.
- Bussey, B.; Spudis, P. . New York: Cambridge University Press. 2004. ISBN 978-0-521-81528-4.
- Cocks, Elijah E.; Cocks, Josiah C. . Tudor Publishers. 1995. ISBN 978-0-936389-27-1.
- McDowell, Jonathan. . Jonathan's Space Report. July 15, 2007  [2007-10-24]. （原始内容存档于2012-05-26）.
- Menzel, D. H.; Minnaert, M.; Levin, B.; Dollfus, A.; Bell, B. . Space Science Reviews. 1971, 12 (2): 136–186. Bibcode:1971SSRv...12..136M. doi:10.1007/BF00171763.
- Moore, Patrick. . Sterling Publishing Co. 2001. ISBN 978-0-304-35469-6.
- Price, Fred W. . Cambridge University Press. 1988. ISBN 978-0-521-33500-3.
- Rükl, Antonín. . Kalmbach Books. 1990. ISBN 978-0-913135-17-4.
- Webb, Rev. T. W.  6th revised. Dover. 1962. ISBN 978-0-486-20917-3.
- Whitaker, Ewen A. . Cambridge University Press. 1999. ISBN 978-0-521-62248-6.
- Wlasuk, Peter T. . Springer. 2000. ISBN 978-1-85233-193-1.